# The Threshingfloor
The Threshingfloor è il quinto album del gruppo alternative rock dei Woven Hand (sesto se si considera la colonna sonora Blush), pubblicato nel 2010 per la Glitterhouse Records.
L'album segna il ritorno della collaborazione a tempo pieno di Pascal Humbert con David E. Edwards già compagni nei 16 Horsepower. 
L'album è considerato tra i loro migliori e dove il gruppo ricerca le origini del proprio suono, si sentono echi mediorientali, rimandi alla new wave oltre ai classici brani alternative country. Il disco infatti è registrato a Denver con la produzione artistica di Robert Ferbrache già produttore del primo album del 16 Horsepower, Sackcloth 'n' Ashes del 1998 dei quali i Woven Hand sono gli eredi.
È composto da tutti brani originali tranne la cover di Truth dei New Order. 

## Tracce
Tutti i brani scritti da David E. Edwards tranne dove indicato
1. Sinking Hands
2. The Threshingfloor
3. A Holy Measure
4. Raise Her Hands
5. His Rest
6. Singing Grass (Pascal Humbert/David E. Edwards)
7. Behind Your Breath
8. Truth (New Order)
9. Terre Haute
10. Orchard Gate
11. Wheatstraw
12. Denver City

## Formazione
- David E. Edwards - voce, chitarra
- Pascal Humbert - basso, chitarra
- Ordy Garrison - batteria
- Peter Eri - flauto ungherese in Terre Haute